# Bechuni
Die Bechuni (altgriechisch Βεχουνοί) waren ein antiker Volksstamm in den Alpen. Der antike Geograf Claudius Ptolemäus erwähnt sie in seinem Werk (3, 1, 32) und schreibt ihnen die Städte Vannia, Carraca, Bretena und Anaunium zu. Damit waren sie im Val di Non in Norditalien beheimatet.